# Галльштеттерзее
Галльштеттерзее — озеро в районі Зальцкаммергут, Австрія. Площа озера становить 8.55 км², а його максимальна глибина — 125 метрів. Є популярним туристичним місцем, особливо для прихильників дайвінгу.